# 海 (箏曲)
『交響詩「海」』（こうきょうしうみ）は、船川利夫が1965年8月に作曲した、箏四部、十七絃、尺八二部、ファゴット、ホルン、ティンパニ、打楽器からなる大編成の合奏曲である。

## 曲の解説
この曲の委嘱をうけた船川利夫は、嵐の日に犬吠埼に出掛け、激しい風雨と押し寄せる怒涛の中にたたずみ、楽想を練った。
「海」は委嘱者による、詩のガイドに沿って作曲されているが、単なる描写音楽でなく、強い内的な要求によって書かれた作品である。茫漠にして偉大、ある時は親しみ易く、時には近寄り難く、多彩な表情を見せる「海」に対して、作曲者は自己を赤裸々に表現している。
「海」はモチーフを丁寧に扱い、音系的にがっちりと構成されている。しかし、この曲を貫く本当の主題は、そういった音系的なモチーフよりも、人間のもつ大きな嘆きと祈りであるといえる。
- 1956年8月　神野勝男　委嘱作品
- 1981年3月　改訂(1956年の作品を増補)

白々と明けて行く広い海は何処か不気味な力を秘めている……。

やがて明け放たれた海は青く青く澄み、微風に海鳥の声もあかるい……。

不気味な風が吹き、うねりが出はじめる。海鳴りが腹の底にひびく……。

うねりはやがて岸壁に荒れ狂う怒涛となり風は稲光をしたがえて大暴風雨と化す。

ああ　天地もひきさかれ滅尽するか！狂う波、狂う風、海の狂乱…。

風はやみ、先ほどの暴風雨は海の彼方に去ったのか又静かな海にかえる。

怒涛はいつの間にか又平和な海に帰り静かに…静かに…。
(委嘱者 神野勝男 詩)
　

## 楽器構成
箏(1、2、3のⅠ、3のⅡ)、十七絃、尺八(1、2)、横笛、ファゴット、ホルン、竹ボラ(ホルンで演奏してもよい)、ティンパニ(E・D・A・G)、シンバル、和太鼓、銅鑼

## 楽譜
1981年の改訂版が大日本家庭音楽会より、舩川利夫作品集NO.5として出版されている。

## CD
日本伝統文化振興財団『船川利夫作品集「有為無」』に収録されている。